# Iconoclast (Symphony X)
Iconoclast è l'ottavo album in studio del gruppo musicale statunitense Symphony X, pubblicato il 17 giugno 2011 dalla Nuclear Blast.

## Tracce
Edizione standard
1. Iconoclast – 10:53
2. The End of Innocence – 5:29
3. Dehumanized – 6:49
4. Bastards of the Machine – 4:58
5. Heretic – 6:26
6. Children of a Faceless God – 6:22
7. Electric Messiah – 6:15
8. Prometheus (I Am Alive) – 6:48
9. When All Is Lost – 9:10

Edizione speciale
- CD 1

1. Iconoclast – 10:53
2. The End of Innocence – 5:29
3. Dehumanized – 6:49
4. Bastards of the Machine – 4:58
5. Heretic – 6:26
6. Children of a Faceless God – 6:22
7. When All Is Lost – 9:10

- CD 2

1. Electric Messiah – 6:15
2. Prometheus (I Am Alive) – 6:48
3. Light Up the Night – 5:05
4. The Lords of Chaos – 6:11
5. Reign in Madness – 8:37

## Formazione
- Russell Allen – voce
- Michael Romeo – chitarra
- Michael LePond – basso
- Michael Pinnella – tastiera
- Jason Rullo – batteria